# Douwe Breimer
Douwe Durk Breimer (Oudemirdum, 24 november 1943) was van 1 februari 2001 tot 8 februari 2007 rector magnificus van de Universiteit Leiden en vanaf 1 september 2005 tot 8 februari 2007 tevens voorzitter van het college van bestuur van deze universiteit.
Breimer werd in 1975 benoemd als hoogleraar in de farmacologie aan de Faculteit der Wiskunde en Natuurwetenschappen en de Faculteit der Geneeskunde te Leiden. Hij studeerde farmacie aan de Rijksuniversiteit Groningen en promoveerde op 1 januari 1974 cum laude aan de Katholieke Universiteit Nijmegen op het proefschrift Pharmacokinetics of hypnotic drugs. Op 29 oktober 1976 hield Breimer in Leiden zijn oratie, getiteld Farmacotherapie op maat (motto: sizzen is neat, mar dwaen is in ding )(= Fries voor 'geen woorden maar daden'). Breimer heeft meer dan 500 boeken en artikelen op zijn naam staan.
In 1983 vormde Breimer de toenmalige subfaculteit Farmacie aan de Rijksuniversiteit Leiden om tot het Centrum voor Bio-Farmaceutische Wetenschappen. Van 1992 tot 2001 was hij wetenschappelijk directeur van de onderzoeksschool Leiden Academic Center for Drug Research (LACDR). Hij is tevens de oprichter in 1987 van het Centre for Human Drug Research (CHDR) in Leiden. 
In 1992 was hij mede-oprichter van ULLA, een Europees consortium voor postgraduate samenwerking op het gebied van de farmaceutische wetenschappen en mede-oprichter van de European Federation for Pharmaceutical Sciences, waarvan hij ook enkele jaren president was.
In 2002 was hij als rector magnificus van de Universiteit Leiden, samen met de rector van de Katholieke Universiteit Leuven en de vice-chancellors van de Universiteiten van Oxford en Cambridge, mede-oprichter van de League of European Research Universities (LERU).
Sinds 1987 is hij lid van de Koninklijke Nederlandse Akademie van Wetenschappen. Tevens is hij buitenlands lid van de National Academy of Medicine (USA), corresponderend lid van de Koninklijke Academie voor Geneeskunde in België en buitenlands lid van de Academie de Pharmacie in Parijs. Hij is tevens lid van de Koninklijke Hollandsche Maatschappij der Wetenschappen (KHMW) in Haarlem en lid van de Academia Europaea. 
Van 1996 tot eind 2000 was Breimer vicevoorzitter van de Nederlandse Organisatie voor Wetenschappelijk Onderzoek (NWO).
Breimer ontving eredoctoraten van de Universiteit van Gent, de Universiteit van Uppsala, de Semmelweiss Universiteit te Boedapest, de Universiteit van Navarra in Pamplona, de Hoshi Universiteit in Tokio, de Universiteit van Londen en de Universiteit van Montréal.
Hij is benoemd tot Ridder in de Orde van de Nederlandse Leeuw (2000) en tot Officier in de Orde van Oranje Nassau (2007). 
Op 8 februari 2005 trad Breimer op als erepromotor bij de verlening van het eredoctoraat aan H.M. Koningin Beatrix.
Op 2 oktober 2006 ontving Breimer uit handen van de Leidse burgemeester Henri Lenferink de erepenning in zilver van de gemeente Leiden voor zijn inspanningen om de kloof tussen de gemeente Leiden en de universiteit te verkleinen en voor zijn bijdrage in de totstandkoming van het Leidse Bio Science Park.
Breimer werd op 8 februari 2007 als rector magnificus en collegevoorzitter opgevolgd door Paul van der Heijden, die daarvoor sinds 2002 rector magnificus van de Universiteit van Amsterdam was.
Na zijn emeritaat in 2008 vervulde Breimer nog verscheidene bestuurlijke and adviesfuncties, zoals vice-voorzitter van de Raad van Toezicht van de Technische Universiteit Delft (2007-2017), lid van de Raad van Bestuur van de KU Leuven (2008-2017), lid van de Governing Body van University College Cork (2008-2016), voorzitter van de Raad van Toezicht van de Leidse Stichting Studentenhuisvesting SLS Wonen (2008-2013), voorzitter van de Raad van Commissarissen van Life Sciences Partners in Amsterdam (2003-2019), voorzitter van de Raad van Advies van het College ter Beoordeling van Geneesmiddelen (2013-2019), voorzitter van de programmacommissie “Goed Gebruik Geneesmiddelen” van ZonMW-NWO ((2012-2016), voorzitter van de Raad van Toezicht van Rijksmuseum Boerhaave (2008-2018), lid van de Raad van Toezicht van Naturalis (2010-2015), voorzitter van de Raad van Toezicht van University Campus Fryslân (2011-2016), voorzitter van de sectorplancie natuur- en scheikunde van het Ministerie van OC&W (2007-2016), lid van de Raad van Advies van het Leiden BioSciencePark (2008-2020), lid van de Nationale Adviesraad van het NKI (2008-2018), voorzitter van het bestuur van de Stichting Bob Pinedo Cancer Care Award (sinds 2016), voorzitter van de jury van de Comeniusprijs van de Stichting Comeniusmuseum in Naarden (2017-2025), lid van de Raad van Advies van de Academie van Franeker (sinds 2020), lid van de Raad van Commissarissen van Leiden Ergo Holding (LEH) van de Universiteit Leiden (sinds 2023). 